# Kuk Sool Won
Kuk Sool Won (Hangeul: 국술원, Hanja: 國術院; auch Kuk Sul Wǒn oder Guk Sul Weon, sinngemäß „Vereinigung der nationalen Kampfkünste Koreas“) ist eine moderne koreanische Kampfkunst (Mudo), die verschiedene traditionelle koreanische Kampfkünste verbindet.
Dem 1975 gegründeten internationalen Verband dieser Sportart, der World Kuk Sool Association, gehören nach Eigenaussagen weltweit über 1 Million Schüler an. Suh In-hyuk ist Gründer, Großmeister und Präsident des Verbands. Sein offizieller Titel oder Anrede ist Kuk Sa Nim Suh In-hyuk.
In Deutschland gibt es mehrere Schulen, unter anderem in den Orten Worms, Ramstein, Eich am Rhein, Oberstaufenbach, Ludwigsburg.

## Geschichte
Zur Gründung des Kuk Sool Won existieren zwei unterschiedliche Versionen. Nach der einen wurde Kuk Sool Won 1958 von Suh In-hyuk (auch Seo In-hyeok) gegründet. Diese Version wird von seiner Organisation (der World Kuk Sool Association) vertreten. Suh lernte ab 1958 bei Hapkido-Pionier Choi Yong-sul.
Sein Bruder Seo In-sun (auch Suh In-sun) hingegen behauptet, er habe Choi Yong-sul 1957 erstmals getroffen, 1958 seinen ersten Dan erhalten und 1961 die erste Kuk-Sool-Won-Schule eröffnet. Im Jahre 1961 gründete Seo In-sun in Korea die Korea Kuk Sool Won Hapkido Association.